# گمینا شمیگیل
گمینا شمیگیل (به لهستانی:  Gmina Śmigiel) یک گمینا در لهستان است که در شهرستان کوشچیان واقع شده‌است. گمینا شمیگیل ۱۸۹٫۸۹ کیلومتر مربع مساحت و ۱۷٬۴۶۵ نفر جمعیت دارد.